# Eriopyga milio
Eriopyga milio är en fjärilsart som beskrevs av Dyar 1916. Eriopyga milio ingår i släktet Eriopyga och familjen nattflyn. Inga underarter finns listade i Catalogue of Life.